# 9232 Міретті
9232 Міретті (9232 Miretti) — астероїд головного поясу, відкритий 31 січня 1997 року.
Тіссеранів параметр щодо Юпітера — 3,691.